# 任端書
任端书（？—？），字進思，號念齋，别号南屏山人，江苏溧阳人。清朝翰林。
戶部尚書任兰枝之子。乾隆二年（1737年）丁巳恩科一甲第三名进士（探花），授翰林院编修。因丁忧归里，不再出仕，优游林下二十余年。享年五十余歲。有《南屏集》。